# Philippe Ogouz
Philippe Ogouz (* 20. November 1939 in Saint-Jean-de-Luz, Département Pyrénées-Atlantiques; † 25. Juli 2019) war ein französischer Schauspieler und Synchronsprecher.

## Leben
Ogouz erhielt seine Schauspielausbildung im Pariser Centre d’art dramatique an der rue Blanche. Ab 1958 spielte er am Theater. René Allio gab ihm 1961 eine Filmrolle im Kurzfilm La Meule. Bekannt wurde Philippe Ogouz mit Fernsehfilmen und Serien, so als Charles-Auguste in der Serie La belle et son fantôme  (1962) und in der Titelrolle in der Serie Rouletabille (1966). Ende der 1960er Jahre begann er bereits als Sprecher zu arbeiten und war die Originalstimme von Tintin in Tim und Struppi im Sonnentempel. Später synchronisierte er Martin Sheen, Dustin Hoffman, John Travolta und Patrick Duffy. Zu seinen bekanntesten Filmrollen zählen der Wiss in Alain Cavaliers Heist-Film Der Millionen-Coup der Zwölf (1967), der Paul in Sergio Gobbis Die Unbekannte (1968) und der Acajou in Biribi – Hölle unter heißer Sonne (1971). Ab Anfang der 70er Jahre spielte Philippe Ogouz vorwiegend Hauptrollen in Komödien: den Michel Vernier in Aimez-vous les uns les autres... mais pas trop (1972), einen der drei Junggesellen-Helden in Didier Kaminkas Trop c’est trop (1975). Bekannte spätere Filme sind Denis Amars Thriller Asphalte (1981) und Gérard Jugnots Komödie Scout toujours... (1985). Seine letzte Kinorolle spielte Philippe Ogouz als Fat in Meine erste Liebe (2012).
Philippe Ogouz war von 2005 bis 2013 Präsident der Adami, der Gesellschaft für die Verteilungsrechte der Schauspieler und Musiker.

## Filmografie (Auswahl)
- 1962: Mondschein über Maubeuge (Un clair de lune à Maubeuge)
- 1967: Der Millionen-Coup der Zwölf (Mise à sac)
- 1968: Die Unbekannte (L’étrangère)
- 1971: Biribi – Hölle unter heißer Sonne (Biribi)
- 1975: Trop c’est trop
- 1975: Das Spiel mit dem Feuer (Le jeu avec le feu)
- 1981: Asphalt (Asphalte)
- 1984: Quak Show (Le Frog Show)
- 1989: Vater werden ist doch schwer (Les cigognes n’en font qu’à leur tête)
- 1999: Une femme d’honneur (Fernsehserie, 1 Folge)
- 2003: Nestor Burmas Abenteuer in Paris (Nestor Burma, Fernsehserie, 1 Folge)
- 2004: Julie Lescaut (Fernsehserie, 1 Folge)
- 2012: Meine erste Liebe (Ma première fois)